# Lichtenburg nordwestlich Eckartsberga
Die Lichtenburg nordwestlich Eckartsberga ist ein FFH-Gebiet in der Kleinstadt Eckartsberga im Burgenlandkreis in Sachsen-Anhalt.

## Allgemeines
Das FFH-Gebiet ist circa 96 Hektar groß. Es überlagert sich mit dem Landschaftsschutzgebiet „Finne-Triasland“. Es ist durch die Landesverordnung zur Unterschutzstellung der Natura 2000-Gebiete im Land Sachsen-Anhalt (N2000-LVO LSA) seit dem 21. Dezember 2018 rechtlich gesichert. Zuständige untere Naturschutzbehörde ist der Burgenlandkreis.

## Beschreibung
Das FFH-Gebiet liegt westlich von Naumburg (Saale) im Naturpark Saale-Unstrut-Triasland. Es umfasst einen überwiegend bewaldeten Muschelkalkrücken im Südosten der auslaufenden Höhenzüge Finne und Schmücke. In die Wälder sind kleinflächig Kalkmagerrasen eingebettet. Vorherrschende Waldgesellschaft ist der Eichen-Hainbuchenwald aus Trauben- und Stieleiche, Gemeiner Esche und Winterlinde. Dazu gesellen sich Bergahorn und Hainbuche. In der Strauchschicht stocken Hasel, Gewöhnlicher Spindelstrauch und Rote Heckenkirsche. In der Krautschicht siedeln Waldzwenke, Waldknäuelgras, Hainrispengras, Waldreitgras, Verschiedenblättriger Schwingel, Nickendes und Einblütiges Perlgras, Waldlabkraut, Maiglöckchen, Goldnessel, Große Sternmiere, Haselwurz, Waldveilchen, Wunderveilchen und Erdbeerfingerkraut. Weitere Wälder sind als Rotbuchenwälder ausgebildet. In erster Linie sind dies Waldmeister-Buchenwälder aus Rotbuche, zu der sich Sommerlinde, Bergahorn, Feldahorn, Gemeine Esche und Hainbuche gesellt. In der Strauchschicht stocken Liguster, Kornelkirsche und Roter Hartriegel. Die Krautschicht ist ähnlich der der Eichen-Hainbuchenwälder aufgebaut. Außerdem siedeln hier Waldgerste, Waldbingelkraut, Sanikel, Nesselblättrige Glockenblume, Leberblümchen, Schwarze Platterbse und Frühlingsplatterbe. Kleinflächig sind Hainsimsen- und Orchideen-Buchenwälder ausgebildet. Hier gesellen sich unter anderem Elsbeere und Feldahorn zur Rotbuche, in der Strauchschicht stocken Wolliger Schneeball, Eibe, Kornelkirsche und Roter Hartriegel. Die Krautschicht wird von Finger- und Bergsegge, Einblütigem Perlgras, Sicherlhasenohr, Zypressenwolfsmilch, Dürrwurz und Straußblütiger Wucherblume gebildet. Weitere Waldgesellschaften sind als Schlucht- und Hangmischwälder aus Gemeiner Esche, Bergahorn, Sommerlinde, Hainbuche und Rotbuche ausgebildet.
Die in die Wälder eingebetteten Kalkmagerrasen sind als eher artenarme Halbtrockenrasen ausgebildet. Sie werden von Aufrechter Trespe dominiert. Weiterhin siedeln hier Erdsegge, Blaugrüne Segge, Gemeines Sonnenröschen, Golddistel, Skabiosenflockenblume, Feldmannstreu und Wundklee sowie ferner Hufeisenklee, Frühlingsfingerkraut, Breitblättriger Thymian und Mittleres Leinblatt.
Ein Teil des zum Schloss Marienthal gehörenden Parks Marienthal ist Bestandteil des FFH-Gebietes.
Die Wälder sind unter anderem Lebensraum der Fledermausarten Mopsfledermaus, Großes Mausohr, Große und Kleine Bartfledermaus und Nymphenfledermaus. Aus dem Bereich des Schlossparks liegen vereinzelte Nachweise des Hirschkäfers vor.